# Château de Verney
Pour les articles homonymes, voir Verney.
Le château de Verney (ou Vernée) est un château situé à Champteussé-sur-Baconne, en France.

## Localisation
Le château est situé dans le département français de Maine-et-Loire, sur la commune de Champteussé-sur-Baconne.

## Historique
L'édifice est inscrit au titre des monuments historiques en 2011.